# Bernard Germain Lacépède

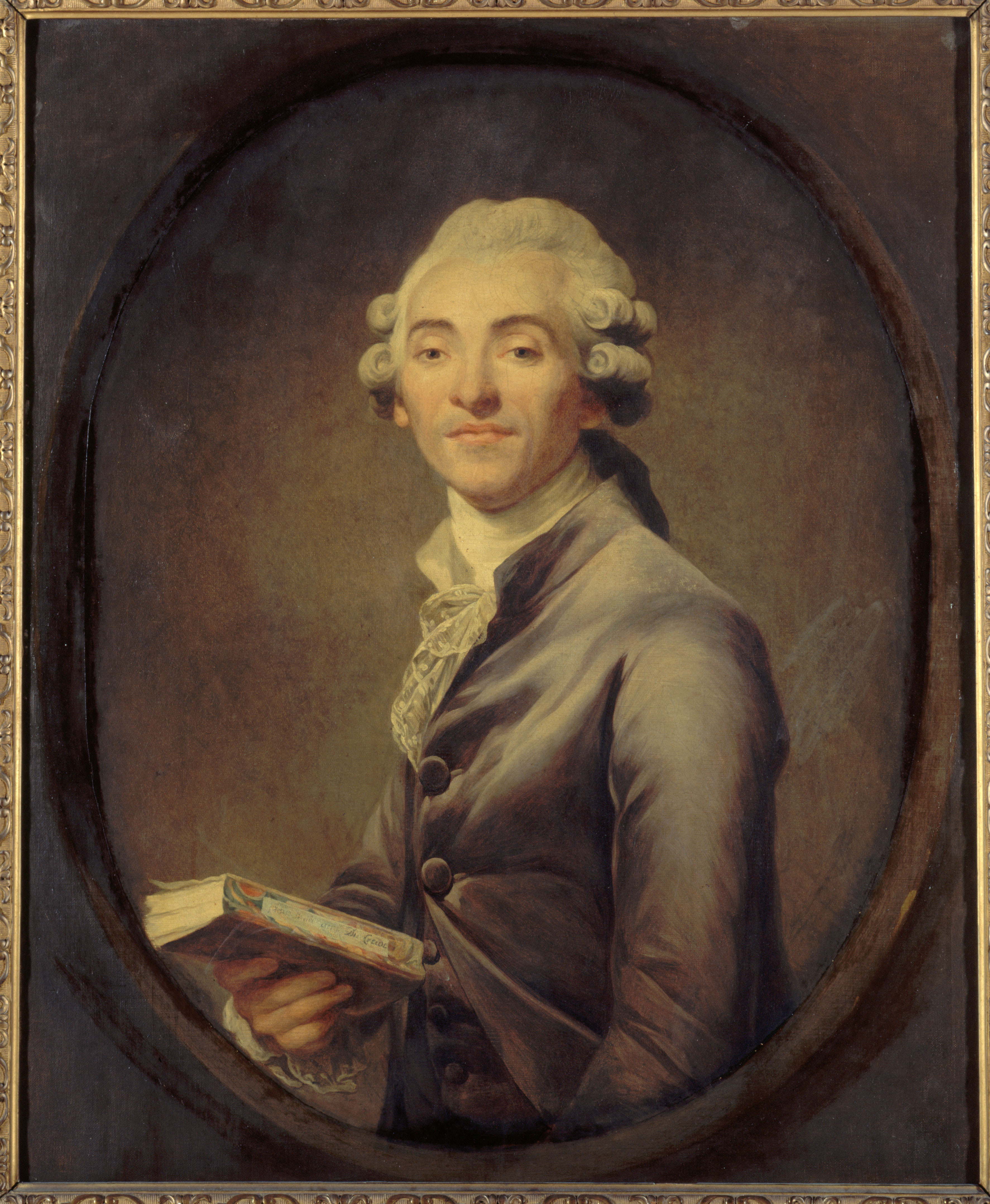
Bernard Germain Étienne Médard de La Ville-sur-Illon, comte de La Cépède

Bernard Germain Étienne Médard de La Ville-sur-Illon, comte de Lacépède, gelegentlich auch de La Cépède (* 26. Dezember 1756 in Agen in Guyenne; † 6. Oktober 1825 in Épinay-sur-Seine) war ein französischer Naturforscher, Zoologe und Ichthyologe. Außerdem bekleidete er erstmals das Amt des Großkanzlers der Ehrenlegion (Grand-Chancelier de Légion d’Honneur) und war zudem noch Opernkomponist.
In der biologischen Taxonomie und in der Literatur wird sein Name meist verkürzt als Lacepède angegeben.

## Leben
Sein Vater achtete sehr auf die Ausbildung seines Sohnes, und das Studieren von Buffon’s Histoire Naturelle weckte schon früh Bernards Interesse an Naturgeschichte, der er sich dann hauptsächlich widmete. In seiner Jugend diente er bei den bayerischen Truppen und widmete sich dann in Paris wieder den Naturwissenschaften.
Auch die Musik spielte eine Rolle in seinem Leben, so erlernte er, Klavier und Orgel zu spielen. Er komponierte mehrere Opern, von denen einige jedoch nicht publiziert wurden:
- Armide (1777, verschollen)
- Omphale (1783, nicht publiziert)
- Scanderbeg (1785)
- Cyrus (1785)
- Alcine (1786, nicht publiziert)

Seine musikalischen Fähigkeiten wurden von Christoph Willibald Ritter von Gluck (1714–1787) sehr gewürdigt. In den Jahren 1781 bis 1785 schrieb er zwei Bände La poétique de la musique.
Währenddessen schrieb Bernard Lacépède auch zwei wissenschaftliche Abhandlungen: Essai sur l’électricité naturelle et artificielle (1781) und Physique générale (1782–84). Diese Werke brachten ihm eine enge Freundschaft mit Georges-Louis Le Clerc, comte de Buffon (1707–1788) ein, der ihn als Assistenzkurator des Naturalienkabinetts am damaligen Jardin du Roi (heute Muséum national d’histoire naturelle im Jardin des Plantes) berief und ihm die Fortführung seines Werkes Histoire naturelle vorschlug. Diese publizierte Lacépède unter den Titeln Histoire des quadrupèdes ovipares et des serpens (1788–90) und Histoire naturelle des reptiles (1789).
Zur Zeit der Französischen Revolution und Napoléons wurde er Professor der Naturgeschichte, Mitglied des Verwaltungsrats von Paris und 1791 Präsident der Gesetzgebenden Nationalversammlung. Weil wegen seiner missbilligenden Haltung zu den Unruhen in der Zeit der Terrorherrschaft 1793/94 nach seinem Leben getrachtet wurde, hatte er Paris verlassen und kam in Leuville-sur-Orge unter, kehrte aber Ende 1794 wieder zurück und wurde Kurator des Naturalienkabinetts im Jardin du Roi und widmete die meiste Zeit dort dem Studium der Reptilien und Fische. 1795 wurde er Mitglied der Académie des sciences in Paris.

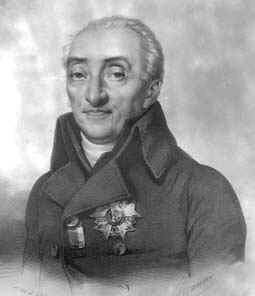
Bernard Germain Étienne Médard de La Ville-sur-Illon, comte de La Cépède

Im Jahre 1798 brachte er den ersten Band der Histoire naturelle des poissons heraus, dem bis 1803 jährlich ein weiteres folgte. Wegen seiner politischen Laufbahn hatte Bernard ab 1799, als er Senator wurde, kaum noch Zeit für seine naturgeschichtlichen Studien und musste diese in den Hintergrund stellen. Trotzdem schaffte er es, 1804 noch die Histoire naturelle des cétacées herauszubringen. Im Jahre 1801 wurde er Präsident des Senats, 1803 Großkanzler der Ehrenlegion und 1804 Minister. 1801 wurde er zum auswärtigen Mitglied der Göttinger Akademie der Wissenschaften gewählt. Die Bayerische Akademie der Wissenschaften nahm ihn 1808 ebenfalls als auswärtiges Mitglied auf. Nach der Rückkehr der Bourbonen 1814 wurde er in seiner Eigenschaft als Senator auch Mitglied des neuen parlamentarischen Oberhauses und damit 1819 Pair von Frankreich.
Später konnte Lacépède noch das 18-bändige Werk Histoire générale, physique et civile de l’Europe fertigstellen, das posthum 1826 publiziert wurde. Am 6. Oktober 1825 starb Bernard auf seinem Landsitz Épinay-sur-Seine bei Saint-Denis.
Lacépède gehört zu den Vorreitern der Evolutionstheorie, da er etwa gleichzeitig mit seinem Kollegen am Naturgeschichtsmuseum Jean-Baptiste de Lamarck (Vorlesungen 1800, Discours d´ouverture) auf die zeitliche Veränderlichkeit von Arten hinwies (Discours sur la durée des espèces, in Histoire naturelle des poissons, Band 1, 1799).

## Ehrungen
Nach ihm benannt wurde die Lacepede Bay in Australien und die Lacepedeinseln.

## Schriften (Auswahl)
- Les ages de la nature et histoire de l’espèce humaine. Paris 1830 p.m.
- Histoire naturelle de l’homme. Pitois-Le Vrault, Paris 1827 p.m.
- Histoire générale, physique et civile de l’Europe. Cellot, Mame, Delaunay-Vallée & de Mat, Paris, Brüssel 1826 p.m.
- Histoire naturelle des quadrupèdes ovipares, serpents, poissons et cétacées. Eymery, Paris 1825.
- Histoire naturelle des cétacées. Plassan, Paris 1804.
- Notice historique sur la vie et les ouvrages de Dolomieu. Bossange, Paris 1802.
- La menagerie du Museum national d’histoire naturelle. Miger, Paris 1801–04.
- Discours d’ouverture et de clôture du cours de zoologie. Plassan, Paris 1801.
- Discours d’ouverture et de clôture du cours d’histoire naturelle. Plassan, Paris 1799.
- Histoire naturelle des poissons. 5 Bände, Plassan, Paris 1798–1803 (Digitalisat).
- Discours d’ouverture et de clôture du cours d’histoire naturelle des animaux vertébrés et a sang rouge. Plassan, Paris 1798.
- Discours d’ouverture du Cours d’histoire naturelle. Paris 1797.
- Histoire naturelle des quadrupèdes ovipares et des serpens. de Thou, Paris 1788–90.
- Vie de Buffon. Maradan, Amsterdam 1788.
- La poétique de la musique. Paris 1785.
- Physique générale. Paris 1782–84.
- Essai sur l’électricité naturelle et artificielle. Paris 1781.